# 1-Butanol
1-Butanol ou n-butanol é um álcool, um dos isômeros do butanol, com quatro átomos de carbono em sua cadeia molecular, representado por C4H10O. É utilizado com solvente e combustível.

## Descrição / Aplicações
É um solvente orgânico, miscível em quase todos os solventes orgânicos, e com
relativa solubilidade em água. Suas principais aplicações são na produção de plastificantes,  revestimentos de nitrocelulose, solvente para corantes, 
indústria de tintas e vernizes ( Previne a formação de eflorescência da tinta e aumenta a sua liquidez e brilho), acetatos e acrilatos. encontra aplicação também na fabricação de
éteres glicólicos, perfumes, intermediários para detergentes,  extração de insumos farmacêuticos; Aditivo em polidores e produtos de limpeza; Agente solubilizante na indústria têxtil.

### SINÔNIMOS
1-butanol, Propil carbinol, Álcool n-butílico. 

### CARACTERÍSTICAS GERAIS
O N-butanol é líquido em condições normais, transparente, incolor, de odor forte característico, inflamável e livre de materiais em suspensão. 

### PROPRIEDADES FÍSICAS
Ponto de ebulição: >90ºC
Ponto de cristalização: ←100ºC
Densidade do líquido 20/20ºC: 0,807
Densidade do vapor (ar = 1): Não consta
Pressão de vapor: 1,6 h.Pa em 20ºC
Taxa de evaporação (Acetato de N-butila = 1): Não disponível
Ponto de fulgor: 26,7ºC vaso aberto
Limites de explosividade no ar: 
Inferior: 1,7 % (v/v)
Superior: 9,8 % (v/v)

## Isômeros
Sendo um dos isômeros do butanol, apresenta três isômeros, de acordo com a posição de seu radical hidroxila ou da disposição de seus átomos de carbono.
|                        |                          |                                |                                 |
|                        |                          |                                |                                 |
| n-butanol (butan-1-ol) | sec-butanol (butan-2-ol) | iso-butanol (metilpropan-1-ol) | terc-Butanol (metilpropan-2-ol) |